# سينليسكيوس
سينليسكيوس (بالفرنسية: Senlecques)‏ هي بلدية تقع في إقليم باد كاليه من منطقة نور با دو كاليه في شمال فرنسا. تبلغ مساحة هذه المدينة 2.01 (كم²)، وترتفع عن سطح البحر 190 م، يبلغ عدد سكانها 236 نسمة حسب إحصاء المعهد الوطني للإحصاء والدراسات الاقتصادية سنة 2009 م. وترأس David Flahaut البلدية خلال فترة (2008-2014).